# REGGIE
『REGGIE』（レジー）は、講談社の漫画雑誌「モーニング」1991年27号から1994年19号まで連載された、原作・GUY JEANS（ロバート・ホワイティング）、作画・ヒラマツミノルによるNPBをモデルにした野球漫画。単行本は全12巻。
それまでの野球漫画と異なり「助っ人」外国人選手を主人公に据え、日本一の名門球団東京ジェントルメンでの1シーズンの生活が作品のほとんどを占めている。
なお、原作者がストーリーに関わったのは最初の10話程度（短期連載の予定だったため）で、それ以降はほとんどヒラマツがストーリーも作っていた、とホワイティングが文庫版のあとがきで明らかにしている。ストーリー前半は日本球界を鋭く風刺する内容であったが、後半に行くに従い、レジーとライバル達の対決が主となっていったのもこのためである。しかし、後半のストーリーにおいてもオーナー夫人の球団経営介入や編成部と現場の対立など、ホワイティングのアイデアと思しきプロットが散見される。

## REGGIEの概要
MLBの名門チーム・リッチモンドフラッグスの4番打者を10年以上守ったレジー・フォスターだが、膝の故障とそれによる不振から解雇される。代理人を通し、他球団にオファーを募るものの故障持ちの高額選手として見られ、契約に到らなかった。
そんな中、唯一オファーを出したのは日本の東京ジェントルメン（読売ジャイアンツがモデル）だった。自分のキャリアへの誇りを取り戻すため、MLBに復帰し解雇した球団を見返すため、彼は渡日を決意するのであった。

## 登場人物
レジー・フォスター
作品の主人公、左打ちの長距離打者、右翼手。来日当初はプライドが高く日本の野球を軽視するタイプに描かれ、平山監督に「勇敢なるアメリカ人」と揶揄される。彼女のローラ・マクギリスがシーズン中にファンの嫌がらせで帰国してしまったため、フリーの状態である。後半からは生来のスター性、リーダーシップを発揮し、チームを優勝へと導いていく。モデルはレジー・ジャクソンおよび、原作者のロバート・ホワイティングと交流のあったレジー・スミスだが、スミスはフォスターと違って温厚な性格だったことから、エピソードの多くはロバート・ホワイティングとウォーレン・クロマティの共著である『さらばサムライ野球』を元にしている。
平山達司
東京ジェントルメンの監督。宮川秀治の鶴の一声で2年前から指揮を取り、以降もペナントを連覇している。冷静沈着な人柄で理路整然と話すが、周囲にマイペースな人物が多いため苦労性でもある。記者に「選手の欠点しかみない」と評される。英語に堪能。
一戸建てに妻の陽子、犬のミーシャと暮らす。ダンディでスタイリストな面もうかがえる。モデルは広岡達朗。
平山陽子
平山達司の妻。野球の知識は皆無。マイペースで周囲を混乱に巻き込む。
平山丈太郎
平山達司の父。野球の知識は皆無。白い髭が自慢。竹を割ったような性格で物事をはっきりさせる性格は達司に近いが、感情をむき出しにして大声で怒鳴る点は達司とは正反対。
ミーシャ
平山家の飼い犬、シベリアン・ハスキー。人懐っこいがあまり躾はされていない。達司はミーシャに無関心であるが、ミーシャは達司を気に入っている。
溝口貴弘
社会人を経て、東京ジェントルメンに入団。プロ入り3年目26歳の左腕投手。金と女と球速記録の更新しか頭にない球界一の低脳。マイナー・リーグ留学経験があるため英語に堪能、レジーの悪友となる。シーズン後半、バルーンズへ金銭トレードに出され、クローザーとしてレジーと対峙するが、後にジェントルメンへ復帰、エース格に収まる。
フレッド・スマイリー
東京ジェントルメン所属。3年目の右打ちの中堅手。メジャー経験は無いが、日本での二軍生活を経てレギュラーに定着した。ちょっとおかしい日本語を駆使し、監督・コーチに媚を売ることを欠かさない、日本に「順応した」外国人選手。白人系。メジャー経験を誇示するレジーに強い反感を持つ。ストーリーが進むに従って影が薄くなる。
小津修二
パ・リーグの三冠王、左打ちの強打者。宮川の肝いりでシーズン終盤、溝口、秋原、小林（選手会長の外野手）、上原との1:4の電撃トレードで川崎ブロワーズからジェントルメンに移籍。レジーの前の三番を任される。柔らかなリストを生かして広角に打ち分ける天才打者だが、プライドが高く性格は最低。レジーをライバル視している。モデルは落合博満だが、性格は誇張されている。
秋原武
東京ジェントルメンの右腕エース。150kmを超える直球とスライダーが武器だが、ノミの心臓と揶揄される。小津を獲得するため川崎ブロワーズに放出される。モデルは槙原寛己。
豊田常吉
東京ジェントルメンの打撃コーチ。やり手の妻との二人三脚でコーチ陣入りを果たす。教え魔として迷惑がられており、幾多の有望な若手を潰してきた。次期監督を狙っており、平山監督追放を図る編成部長の小梶文男と利害が一致している。顔が柴田勲に酷似しているが、作画者曰く「猫を人間にしたら結果的に似てしまった」とのこと。
三島亨
東京ジェントルメンのオーナーにして日本有数の企業体シンシ・グループを率いる総帥。父・三島康太郎（正力松太郎と堤康次郎がモデル）から球団を受け継ぐが、野球には全く興味がなく単なるグループの宣伝媒体としか見ていない。名前は正力亨に由来しているが、モデルは西武ライオンズのオーナー堤義明。「やりたければどうぞ」という発言まで再現されている。
小梶文男
東京ジェントルメン編成部長。気に入らないコーチ、選手を放出する一方で、オーナー、球団社長には平身低頭する小者だが、宣伝媒体としての球団経営には優れた才能を持つ。意のままにならない平山追放を画策している。
宮川秀治
元東京ジェントルメン球団社長で、かつての球界のドン。先代オーナーが夢見た「純血集団のみによる打倒メジャー」に深く共鳴しており、平山を監督に招聘した後に球団から退く。レジーの活躍を快く思わず、小津のトレードを実現するとともに球団社長に急遽復帰する。モデルは渡邉恒雄。
三島由紀子
日本語も英語も関西弁の三島オーナー夫人。オーナー夫人の立場を駆使して宮川を牽制し、お気に入りの溝口を買い戻す。モデルは、シンシナティ・レッズの女性オーナー、マージ・ショット。
関谷正司
東京ジェントルメンのライバル球団、広島バーバリアンズの新人右腕投手。性格は傲慢で幼稚。レジーに自慢の剛速球を場外に叩き出されたことから、投球フォームを二度も改造してレジーに挑む。ストーリー終盤はこの対決に紙幅が大きく割かれる。
吉原弘二
長年にわたり広島バーバリアンズの4番、センターを務める「ミスター・バーバリアンズ」。37歳。溝口の才能をいち早く見抜く等、確かな野球センスを持つ。モデルはミスター・赤ヘルこと山本浩二。バーバリアンズの選手には、雄琴（衣笠祥雄がモデルの3番打者）、吉原、川崎、福原など、風俗街の名称と共通するものが多く、全員ヤクザのような容姿で描かれている。
立花裕美
バーバリアンズの左腕エース。長身ながらサイドスローの変則投法でレジーを苦しめる。チームや自分の勝利へのこだわりは薄く、自らの投球を「芸術」とみなし、レジーのバッティングとどちらが美しいか競うナルシストである。老け顔で調子が出るとひょっとこ顔になる癖を持つ。高橋里志、安田猛、足立光宏など、70年代の技巧派投手の特徴やエピソードが多く引用されている。
カーク・ウィリアムズ
バーバリアンズが終盤の優勝争いのためだけにフラッグスから短期契約で呼び寄せたサイ・ヤング賞左腕投手。来日後、立て続けにノーヒット・ノーラン、完全試合を達成しメジャー最高峰の実力を見せつける。レジーに憧れ同じチームで戦うことを望んでいたが、皮肉なことにフラッグスは彼の年俸資金を捻り出すためにレジーを解雇した経緯がある。モデルはマイケル・ジャクソン。
金子貞夫
荒くれ者が揃うバーバリアンズを率いる小太りスキンヘッド監督。モデルは金子信雄。広島→ヤクザ→仁義なき戦いからの連想。
金城
バーバリアンズの新人捕手。沖縄の米軍キャンプでプレイしていたため他球団のスカウト網にかからなかった。英語に堪能でカークの捕手も務める。初期では寡黙で朴訥に描かれていたが、後半はしたたかさを見せるようになった。バーバリアンズの次期四番候補。
二階堂政男
バーバリアンズのオーナー。ジェントルメン打倒に燃え、金子監督の反対を押し切ってカーク招聘を決断する。モデルは八名信夫。
ジョージ・マクドウェル
大阪ジェニーズの外国人捕手。右投げ右打ちの長距離バッター。敬虔なクリスチャン。スキンヘッドのアフリカ系アメリカ人でバリバリのメジャー選手だったが、安息日のプレーを拒否したため日本にやってきた。モデルとエピソードの元になっているのは、熱心な創価学会員だったウィリー・デービス。スキンヘッドのクリスチャンという点ではボクサーのジョージ・フォアマンと外見が酷似している。
チャック・デイビス
大阪ジェニーズにシーズン途中加入した長身右腕投手。その体格に反して軟投投手であり、メジャー時代、レジーをカモにしてきた。その半面、フレッドに対しては相性が悪い。モデルはアニマル・レスリー。
ダグ・ランドルフ
名古屋デンジャーズの左腕エース。変化球投手と思いきや、日本球界初の160km超え速球を披露した。フラッグスにスカウトされる。
中嶋
横浜バルーンズのエース。甲子園のスターから球界入り。フォークボールが武器。キザでプライドが高いがその性格をレジーにつけこまれてしまう。投球フォームや球種は野茂英雄に類似している。モデルは遠藤一彦だが、クロマティとの因縁エピソードを引用するためのモデルであり、性格や経歴は平松政次に近い。
後藤監督
横浜バルーンズの監督。平山監督をライバル視している。溝口を高く評価し、金銭トレードで獲得後、クローザーに据える。モデルは元阪急ブレーブス監督の上田利治。

## 他球団

### セ・リーグ
広島バーバリアンズ
選手、球団関係者、ファンの大半がパンチパーマ。「ミスター・バーバリアンズ」こと吉原を筆頭に新人・関谷正司など実力派揃いで、ジェントルメンと優勝を競う。モデルは1970～80年代の広島東洋カープだが、広島の土地柄とヤクザまがいの選手、観客を誇張して描かれている。
横浜バルーンズ
大エース中嶋を擁し、打倒ジェントルメンを狙うセ・リーグの強豪。強力打線による大味野球が特徴。親会社は広告代理店。オーナーは三浦悟。大味野球などの設定は1970～80年代の大洋ホエールズを引用しているが、作画上のモデルは近鉄バファローズ。ジェントルメン、バーバリアンズ、バルーンズの3球団は連載初期から登場していたため、ロバート・ホワイティングの著書の記述からパブリックイメージを設定されている。
千葉ラビッツ
ビリー・マグレーン、ロイ・マーシャルというパッとしない助っ人外人が所属するセ・リーグの下位球団。球団のモデルはヤクルトスワローズ。
大阪ジェニーズ
熱狂的ファンを抱える大阪の球団。金にはしぶいらしい。監督は村田完一。球団のモデルは阪神タイガース。
名古屋デンジャーズ
中日ドラゴンズがモデル。監督は足立祐二。オーナーは清水昭弘。

### パ・リーグ
福岡ホープス
ジェントルメンとオープン戦で対戦。エースは松沢。球団モデルは初期のダイエー・ホークス。
浦和クイーンズ主砲の清川の援護のためトレード寸前の小津に敬遠気味の攻めを続けるも4ホーマーを食らう。この年のパ・リーグ覇者で日本シリーズでジェントルメンと対戦し4-0で敗退。ユニフォームは西武ライオンズを模している。
川崎ブロワーズ
小津が所属していたパ・リーグの弱小球団。オーナーは池畑物産社長の池畑雄一郎。シンシ・グループの力を背景にした宮川の要求を受け小津を1対4トレードでジェントルメンに放出した。球団モデルはロッテ・オリオンズ。